# Ordonanță (militar)

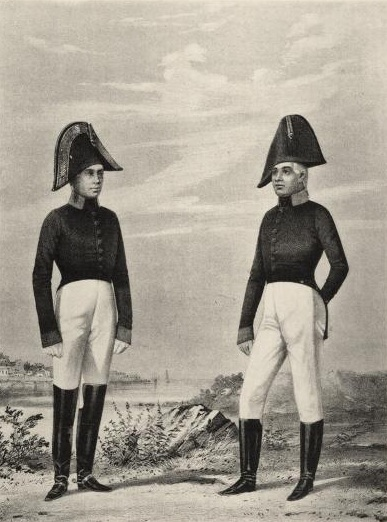
Ordonanță (1802-1812)

În domeniul militar, o ordonanță era un soldat aflat în serviciul personal al unui ofițer. Ofițerul de ordonanță era un tânăr ofițer subaltern atașat unui comandant-șef și care executa diferite misiuni încredințate de superiorul său. 

## Ordonanțele în armata franceză
Ordonanțele au înlocuit în armata franceză pe militarii denumiți frater care erau ajutoare ale ofițerilor și se ocupau, printre altele, cu bărbierirea acestora. Împăratul Napoleon I avea 12 ofițeri de ordonanță.

## Ordonanțele în armatele anglofone
În armatele din țările anglofone, cuvântul „batman” desemnează un servitor militar al unui ofițer. Acest cuvânt provine din cuvântul „bast” din franceza veche, care a devenit „bât” în franceza modernă, adică „omul cu povara”. Inițial, în cavalerie, batman-ul era omul care avea sarcina de a se ocupa de măgarul sau calul care transporta bagajele unui ofițer. Prin extensie, termenul a început să se aplice și servitorului militar ai unui ofițer.
În Armata Statelor Unite s-a folosit numele de „dog robber”, adică „hoțul câinelui”. Acest termen este folosit în bătaie de joc pentru a descrie inventivitatea servitorului în a-i procura ofițerului tot ceea ce își dorește acesta. Originea expresiei este incertă, dar, potrivit unor surse, un ofițer și-ar fi rugat slujitorul să fure osul unei câine, iar ordonanță ar fi îndeplinit sarcina pentru a-și mulțumi superiorul. Începând din 1870, Armata SUA a interzis în regulamentul său transformarea unui soldat în servitor al unui ofițer, dar această practică s-a păstrat până în anii 1890 și chiar și în timpul Primului Război Mondial.